# 花园乡 (民权县)
花园乡，是中华人民共和国河南省商丘市民权县下辖的一个乡镇级行政单位。

## 行政区划
花园乡下辖以下地区：
牛刘村、小丁庄村、大济村、罗庄村、小老家村、花北村、吴老家村、赵洪坡村、邵口村、花南村、黄庄村、魏庄村、大朱庄村、陈吴庄村、双井村、赵楼村和刘庄村。